# 貝澤曼半線脂鯉
貝澤曼半線脂鯉，為輻鰭魚綱脂鯉目脂鯉亞目脂鯉科的其中一個種，為熱帶淡水魚，分布於南美洲亞馬遜河上游流域，體長可達3.3公分，棲息靜止水域或沼澤，生活習性不明。